# 불교 용어 목록 (정)
미불행
바로가기:
ㄱ
경
구
ㄴ
ㄷ
ㄹ
ㅁ
명
무
묵
ㅂ
불
ㅅ
삼
삽
선
소
수
시
심
ㅇ
오
온
유
육
이
ㅈ 

정
지
ㅊ
ㅋ
ㅌ
ㅍ
ㅎ

## 정
불교 용어로서의 정에는 다음의 용어들이 있다.
1. 정(正)
2. 정(淨)
3. 정(定)
4. 정(靜)

## 정(正)
1. 정(正,
산스크리트어: sammā,
팔리어: sammā) 또는 바름은 진리에 계합하는 것을 말한다. 즉 정확(正確)을 뜻하는데, 정확의 사전적인 의미는 '어떤 기준(基準)이나 사실(事實)에 잘못됨이나 어긋남이 없이 바르게 맞는 상태에 있는 것'이다. 정견(正見) 등의 8정도(八正道)와 정관찰(正觀察) 등에서의 정(正)이 이 뜻에 해당한다. 사(邪)의 반대말이다.
2. 정(正,
산스크리트어: sammā,
팔리어: sammā)은 완전함 또는 철저함을 뜻한다. 예를 들어, 정각(正覺)은 완전한 깨달음 또는 철저한 깨달음을 뜻하고, 정심해탈(正心解脫)은 완전한 심해탈 또는 철저한 심해탈을 뜻한다.
3. 정(正)은 불편불의(不偏不倚) 즉 치우지지 않음을 뜻한다. 이 경우는 중(中) 또는 중도(中道)와 같은 말이다. 이 뜻은 정오(正午)를 뜻하는 정중(正中)처럼 물리적인 현상을 가리키는 용어로도 쓰이며, 중도(中道) 상태의 무간등(無間等) 즉 중도(中道) 상태의 현관(現觀) 즉 치우치지 않은 현관(現觀)을 뜻하는 정무간등(正無間等)과 같은 불교 교학의 용어로도 쓰인다.
4. 정(正)은 평평함 또는 고름을 말하며, 색경(色境) 중 형색(形色: 8가지) 가운데 하나이다.

## 정(淨)
1. 정(淨)은 깨끗함, 맑음, 청정함의 뜻으로 무루(無漏)를 말한다. 유루(有漏)를 뜻하는 염(染)의 반대말이다. 둘을 합쳐서 염정(染淨)이라 하는데, 유식학에서 염정(染淨)은 수행자가 알아야 할 모든 것 즉 소지(所知)이다.
2. 정(淨)은 선(善)의 다른 말이다.

## 정(定)
1. 정(定)은 삼마지(三摩地, 산스크리트어: samādhi, 팔리어: samādhi, 산스크리트어: ekāgratā, 팔리어: ekaggatā, 영어: concentration, one-pointedness, unification, unification of mind)의 다른 말이다.
2. 정(定)은 선(禪, 산스크리트어: dhyāna,팔리어: jhāna, 영어: meditation), 디야나, 선정(禪定) 또는 정려(靜慮)의 다른 말이다.

## 정(靜)
1. 정(靜, 산스크리트어: śānta)은 3화(三火) 즉 탐 · 진 · 치의 불선근이 그쳤기[三火息] 때문에 번뇌의 시끄러움이 없게 된 고요함을 뜻하는데, 택멸(擇滅, 산스크리트어: pratisajkhyā-nirodha, 팔리어: patisavkhā-nirodha) 즉 열반(涅槃)을 가리킨다.
2. 정(靜, 산스크리트어: śānta)은 불교의 수행법 중 하나인 4제 16행상(四諦 十六行相: 4성제를 관찰하는 16종의 관법 또는 관행) 가운데 하나로, 4성제 중 멸제에 대한 4가지 관찰[觀法 또는 觀行]인 멸(滅) · 정(靜) · 묘(妙) · 리(離) 가운데 정(靜)을 말한다. 이것은 '택멸 즉 열반이란 모든 3화(三火) 즉 탐 · 진 · 치의 불선근이 그쳤기[三火息] 때문에 번뇌의 시끄러움이 없게 된 고요함이라고 관찰하는 것'을 말한다. 즉, 이러한 수행[行相]을 정(靜)이라고 한다.
3. 정(靜)은 추(麤) · 고(苦) · 장(障) · 정(靜) · 묘(妙) · 리(離)의 6행관(六行觀) 가운데 하나로 상지(上地)에 대해 정(靜)이라고 관하는 것을 말한다. 정(靜)은 적정(寂靜)하다는 것을 뜻하며, 또한 상지(上地)의 온갖 유루법(有漏法)은 오직 커다란 노력[大劬勞]에 의해서만 성취할 수 있다는 것을 뜻한다.

## 정식
정식(淨識)은 명료한 인식이다.
(참고: 부정식(不淨識))

## 정신적 행위
정신적 행위는 의업(意業)의 다른 말이다.

## 정이
정이(定異, 산스크리트어: pratiniyama)는 대승불교의 유식유가행파와 법상종의 5위 100법 중 심불상응행법(心不相應行法: 24가지) 가운데 하나로, 무시이래(無始以來)로부터 인과법칙은 절대 불변이며 혼란되거나 서로간에 섞이는 경우가 없다는 것을 말한다. 인과차별(因果差別)이라고 한다.

## 정인
정인(正因)은 선(善)의 업(業)을 일으키는 원인[因]을 말한다. 참고: 사인(邪因) · 구상위인(俱相違因)

## 정자재소생색
정자재소생색(定自在所生色) 또는 자재소생색(自在所生色)은 대승불교의 유식유가행파의 교학에서 극략색 · 극형색 · 수소인색 · 변계소기색 · 정자재소생색의 5가지 법처소섭색(法處所攝色) 가운데 하나이다. 정자재소생색의 한자어 문자 그대로의 뜻은 '정자재(定自在)로 생겨난 색'이다. 정자재의 문자 그대로의 뜻은 선정[定]의 자재(自在)로 선정(禪定)의 역량 즉 선정의 힘 즉 선정력(禪定力)을 뜻한다. 따라서 정자재소생색의 문자 그대로의 뜻은 '선정력에 의해 생겨난 색'이다.
정자재소생색은 선정(禪定)에 의해 나타나는 형상으로, 예를 들면, 물이나 불에 대해 선정을 행하여 심일경성의 상태가 되어서 나타나게 되는 물이나 불 등을 말한다.
유식유가행파의 교학에 따르면, 정자재소생색 즉 선정력에 의해 생겨난 색은 가법(假法) 즉 실체가 없는 물체인 경우도 있고 실법(實法) 즉 실체가 있는 물체인 경우도 있다. 후자의 경우는 보살 10지 가운데 제8지 이상의 보살에 의한 것으로, 이 경우에서는 선정력으로 지 · 수 · 화 · 풍의 4대종을 실제로 조합(組合: 여럿을 모아서 합하여 한 덩어리가 되게 함)하고 조작(操作: 일정한 방식에 따라 다루어 움직임)하여 물을 포도주로 바꾸고, 납을 금으로 바꾸는 등의 연금술적인 변형을 일으켜 실제의 객관적 물질이 나타나게 한다. 이렇게 나타난 물질은 실제의 객관적 물질이기 때문에 현실에서 그 물질의 본질적 용도 그대로 사용된다. 말하자면, 실제의 포도주이기 때문에 잔치에 실제로 사용할 수 있고 실제의 금이기 때문에 실제로 화폐로 사용될 수 있다. 따라서 실법(實法)이다. 이에 비해 제7지 이하의 보살과 범부의 선정력에 의해 생겨나는 물체는 아직 객관적 물체는 되지 못하고 자신의 주관적 영역에만 존재하는 것이기에 실체성이 없는 가법(假法)이다.

## 정증상
정증상(淨增上)은 정(淨: 청정법, 무루, 선)에 대해 증상력이 있다는 뜻이다. 반대말은 염증상(染增上)이다.
《아비달마구사론》 제3권에 따르면,
정증상에는 2가지 유형이 있는데, 22근 가운데 낙근 · 고근 · 희근 · 우근 · 사근의 5수근(五受根)이 가지는 정증상이 있고, 22근 가운데 신근 · 근근 · 염근 · 정근 · 혜근 · 미지당지근 · 이지근 · 구지근의 8근(八根)이 가지는 정증상이 있다.
5수근의 정증상은 낙(樂: 즐거움) · 고(苦: 괴로움) · 희(喜: 기쁨) · 우(憂: 근심) · 사(捨: 즐겁지도 괴롭지도 않음, 기쁘지도 근심스럽지도 않음)의 감각 · 느낌 또는 정서가 정(定) · 신(信) · 6출리(六出離)의 소의 즉 발동근거가 되는 것을 말한다. (참고: 5수근의 증상)
8근의 정증상은 신(信) · 근(勤) · 염(念) · 정(定) · 혜(慧) · 미지(未知) · 당지(當知) · 이지(已知) · 구지(俱知)의 8근이 온갖 청정법을 섭수(攝受)하여서 생겨나게 하고(즉, 미래의 법이 현재의 법이 되게 하고) 또한 기존의 청정법을 증장시킨다는 것을 말한다. (참고: 8근의 증상)

## 정진
정진(精進)은 근(勤)의 다른 말이다.

## 정진심
정진심(精進心) 또는 진심(進心)은 보살의 수행계위인 10신 · 10주 · 10행 · 10회향 · 10지 · 등각 · 묘각의 52위 가운데 첫 번째 그룹인 10신(十信)의 3번째 또는 2번째 계위이다.
《보살영락본업경》 상권 〈2. 현성명자품(賢聖名字品)〉에 따르면 10신은 신심(信心) · 염심(念心) · 정진심(精進心) · 혜심(慧心) · 정심(定心) · 불퇴심(不退心) · 호심(護心) · 회향심(廻向心) · 계심(戒心) · 원심(願心)이다.
한편 이 경전의 하권 〈4. 석의품(釋義品)〉에 따르면 10신은 신심(信心) · 진심(進心) · 염심(念心) · 혜심(慧心) · 정심(定心) · 계심(戒心) · 회향심(廻向心) · 호법심(護法心) · 사심(捨心) · 원심(願心)이다.

## 정행
1. 정행(正行)은 여실정행(如實正行: 진실한 이치에 계합하는 바른 실천)의 줄임말로 바른 실천을 뜻하며, 8정도 또는 6바라밀 등을 말한다.
《대승광오온론》에 따르면 여실정행 또는 정행은 좁은 뜻으로는 4성제에 계합하는 바른 실천을 말하며, 넓은 뜻으로는 12연기에 계합하는 바른 실천을 말한다.
《대승오온론》과 《대승광오온론》에 따르면, 여실정행 또는 정행은 무치(無癡: 어리석음이 없음, 어리석지 않음) 또는 정지(正知: 바른 앎)와 동의어이다. 보다 엄밀히 말하자면, 무치 또는 정지의 본질[性]이다.
2. 정토교에서는 모든 행(行: 실천)을 정행(正行)과 잡행(雜行)으로 구분하는데, 정행은 일심전념(一心專念)하여 아미타불의 명호를 염(念)하는 것을 말하고, 잡행은 그밖의 모든 행(行: 실천)을 말한다.

## 제법
제법(諸法)은 "일체(一切)의 존재", 즉 "모든 존재(법·法)"를 뜻하는 낱말이다.
초기불교 이래 불교에서는 모든 존재(諸法 또는 一切)를 분석함에 있어 일반적으로 5온(五蘊), 12처(十二處) 또는 18계(十八界)의 세 분류법으로 분석하였다. 아비달마에 의하면, 모든 존재를 분석함에 있어 이러한 세 가지 분류법이 있는 이유는 가르침을 듣는 사람들의 근기에 상근기 · 중근기 · 하근기의 세 가지 유형이 있기 때문이다. 상근기에게는 5온을, 중근기에게는 12처를, 하근기에게는 18계를 설하였다.
부파불교의 설일체유부에서는 이러한 5온 · 12처 · 18계의 분류방식을 더욱 발전시켜 모든 존재를 색법(色法, 11가지), 심법(心法, 1가지), 심소법(心所法, 46가지), 불상응행법(不相應行法, 14가지), 무위법(無爲法, 3가지)의 5그룹의 75가지 법(法)으로 분류하였는데, 이를 5위 75법(五位七十五法)이라 한다. 대승불교의 유식유가행파와 중국의 법상종에서는, 마찬가지로 5온 · 12처 · 18계의 분류방식을 더욱 발전시켜, 모든 존재를 심법(心法, 8가지) · 심소법(心所法, 51가지) · 색법(色法, 11가지) · 심불상응행법(心不相應行法, 24가지) · 무위법(無爲法, 6가지)의 5그룹의 100가지 법(法)으로 분류하였는데, 이를 5위 100법(五位百法)이라 한다.

## 제소유색
제소유색(諸所有色)은 존재하는 모든 색(色, 물질)을 말한다.

## 제소유지
제소유지(諸所有智)는 존재하는 모든 지혜 즉 모든 지(智)를 말한다. 부파불교와 대승불교의 논서들에 따르면, 존재하는 모든 지혜는 법지(法智) · 유지(類智) · 타심지(他心智) · 세속지(世俗智) · 고지(苦智) · 집지(集智) · 멸지(滅智) · 도지(道智) · 진지(盡智) · 무생지(無生智)의 10지(十智)로 나눌 수 있다.

## 제행
1. 제행(諸行, 산스크리트어: sarva-saṃskāra, saṃskāra, saṃskṛta, saṃskārāḥ, samanta-cāritra)은 '모든 행(行, 산스크리트어: saṃskāra, 팔리어: saṅkhāra)'이라는 뜻으로, 일체의 유위[一切有爲] 즉 모든 유위법을 통칭한다. 구체적으로는, 부파불교의 설일체유부의 5위 75법과 대승불교의 유식유가행파의 5위 100법의 법체계에서 무위법을 제외한 모든 법들을 말한다. 달리 말하면, 물 · 심의 모든 현상, 즉 모든 물질적 · 정신적 현상을 말한다. 3법인 또는 4법인 가운데 제행무상(諸行無常)에서의 제행은 이 경우의 뜻으로 즉 '모든 유위법' 즉 '물 · 심의 모든 현상'을 뜻한다.
설일체유부의 5위 75법의 법체계에서의 나열 순서와 법수(法數)에 따르면 제행(諸行)은 색법(色法: 11가지) · 심법(心法: 1가지) · 심소법(心所法: 46가지) · 심불상응행법(心不相應行法: 14가지)의 총 72가지 법을 통칭한다.
유식유가행파의 5위 100법의 법체계에서의 나열 순서와 법수(法數)에 따르면 제행(諸行)은 심법(心法: 8가지) · 심소법(心所法: 51가지) · 색법(色法: 11가지) · 심불상응행법(心不相應行法: 24가지)의 총 94가지 법을 통칭한다.
2. 제행(諸行)은 '모든 행(行, 산스크리트어: caryā, 팔리어: cariyā)' 또는 모든 행업(行業)이라는 뜻으로, 보리(菩提) 즉 완전한 깨달음에 도달하기 위해 행하는, 몸 · 말 · 뜻으로 짓는 모든 선한 행위 또는 실천을 말한다. 즉 선한 3업(三業) 또는 선한 3행(三行)과 같은 말이며, 만행(萬行)이라고도 한다.
3. 제행(諸行)은 '모든 행(行, 산스크리트어: संस्कार saṃskāra, 팔리어: saṅkhāra, 영어: (mental) formations)'이라는 뜻으로, 무명(無明)으로 일으키는 모든 3업 또는 3행을 말한다. 이것은 특히 12연기의 유전연기의 무명연행(無明緣行)의 문맥에서 말하는 것으로, 무명(無明)에 바탕하여 일으키는, 의도(意圖)하고 지향하는 모든 마음(6식 또는 8식, 즉 심왕, 즉 심법)과 마음작용(심소법)을 통칭한다. 달리 말하면, 무명에 의한 모든 의지력 · 충동력 · 의욕 · 인식 등을 통칭한다.

## 조
조(粗)는 추(麤) · 고(苦) · 장(障) · 정(靜) · 묘(妙) · 리(離)의 6행관(六行觀) 가운데 추(麤)의 다른 말이다.
조(粗) 또는 추(麤)는 하지(下地)에 대해 추(麤)라고 관하는 것을 말한다. 추(麤)는 비적정(非寂靜) 즉 적정(寂靜)하지 않다는 것을 뜻하며, 또한 하지(下地)의 온갖 유루법(有漏法)은 오직 커다란 노력[大劬勞]에 의해서만 극복할 수 있다는 것을 뜻한다.

## 조림
조림(稠林)은 번뇌의 다른 이름 가운데 하나로, 자신(自身)이라는 각종의 큰 나무가 빽빽이 모여 있다는 것을 뜻한다. 즉 번뇌가 유정으로 하여금 자신(自身)이라는 각종의 견해, 즉 나[我]와 내 것[我所]이라는 갖가지 그릇된 견해가 유정의 마음 속에 빽빽이 들어서게 한다는 것을 뜻한다.

## 조악어
조악어(粗惡語)는 악구(惡口)의 다른 말이다.

## 조작
조작(造作)은 심조작성(心造作性)의 줄임말이다.

## 조작성
조작성(造作性)은 심조작성(心造作性)의 줄임말이다.

## 종자
종자(種子, 산스크리트어: bīja, 팔리어: bīja)는 유식학 관계의 용어로서, 업에 의해 마음(특히 아뢰야식을 말함) 속에 깃들여지는 습기(習氣: 문자 그대로는 '깃들여진 기운', 업에 따른 인상 또는 세력)를 말한다. 사람이 업을 지으면 그에 따른 인상이나 세력이 아뢰야식에 남게 되는데, 이렇게 아뢰야식 속에 깃들여진 습기는 후에 인연이 갖추어지면 현행(現行: 현재화, 현재세력화)하여 업보라는 열매를 맺게 된다. 이런 뜻에서, 업에 의해 마음 속에 깃들여지는 습기가 마치 과실 나무의 씨앗과 같다고 하여 종자라고 한다.
그리고, 습기(習氣)란, 규기의 《성유식론술기》 제2권에 따르면 '기의 분[氣分]', 즉 '기(氣) 즉 세력 또는 힘의 한 형태'로 훈습에 의해서 성립된 세력 또는 힘을 뜻하며, 곧 종자와 같은 말이다.

## 죄
죄(罪)는 불교에서는 도리(道理)에 반하는 행위, 계율을 어기는 행위, 또는 고의 과보를 불러올 악행을 말한다.
불교에서의 죄(罪)는 크게 성죄(性罪: 본질상 죄)와 차죄(遮罪: 막은 죄)의 2가지로 나뉘는데, 이들을 통칭하여 2죄(二罪)라 한다. 성죄는 5악 가운데 살생(殺生) · 투도(偷盜) · 사음(邪婬) · 망어(妄語)나 5역죄나 10악죄처럼 선 · 악 · 무기의 3성의 관점에서 볼 때 그 성질이 악이어서 고타마 붓다의 제지(制止)가 없었어도 죄가 되는 것을 말한다. 이에 비해 차죄는 선 · 악 · 무기의 3성의 관점에서 볼 때 그 성질이 악은 아니나 고타마 붓다가 제지하였으므로 비로소 죄가 되는 것으로, 예를 들어 5악 가운데 하나인 음주가 여기에 해당한다.

## 주올
주올(株杌)은 번뇌의 다른 이름들 가운데 하나로, 괴선가전(壞善稼田)을 뜻한다. 즉, 번뇌가 좋은 논밭과 같은 선한 마음을 허물어 무너뜨린다는 것을 뜻한다.

## 주의력
주의력(注意力)은 일반 사전적인 의미는 아래 목록과 같은데, 불교에서는 염(念, 산스크리트어: smṛti,
팔리어: sati,
영어: mindfulness,
awareness, 깨어 있음) 또는 작의(作意, 산스크리트어: manasikara, 팔리어: manasikara, 영어: attention, ego-centric demanding)에 해당한다.
- 주의력(注意力): 한 가지 일에 마음을 집중하여 나가는 힘[77][78]
  - 주의(注意): 마음에 새겨 두고 조심함
  - 주의(注意): 어떤 한 곳이나 일에 관심을 집중하여 기울임
- 주의력(注意力): 주의(注意)를 돌리는 능력[79][80]
  - 주의(注意): 정신차려 조심함
  - 주의(注意): 마음에 새겨 두고 조심하는 것
  - 주의(注意): 특별한 사항에 대한 경계나 주목
  - 주의(注意): 대상 중에서 어떤 것을 특히 인지하려는 노력
- 주의력(注意力): (the power of) attention, attentiveness[81]

## 중수번뇌
중수번뇌(中隨煩惱)에 대해서는 중수번뇌심소(中隨煩惱心所) 문서를 보십시오.

## 중수번뇌심소
중수번뇌심소(中隨煩惱心所: 2가지)는 대승불교의 유식유가행파와 법상종의 5위 100법의 법체계에서, 심소법(心所法: 51가지) 중 수번뇌심소(隨煩惱心所: 20가지)를 이루는 세 그룹 가운데 하나이다.
'중'수번뇌(中隨煩惱)라는 명칭은 이 그룹에 속한 번뇌성의 마음작용들은 모든 불선심(不善心), 즉 악한 마음과 언제나 함께 일어나는 수번뇌(隨煩惱)라는 것을 뜻한다.

## 중수혹
중수혹(中隨惑)에 대해서는 중수번뇌심소(中隨煩惱心所) 문서를 보십시오.

## 중제
1. 중제(中際, 산스크리트어: madhyānta)는 전제(前際) · 중제(中際) · 후제(後際)의
3제(三際) 가운데 하나로, 현재를 말한다.
2. 중제(中諦)는 천태교학에서의 공제(空諦) · 가제(假諦) · 중제(中諦)의 3제(三諦) 가운데 하나로, 일체법은 공(空)이나 가(假)의 어느 일면으로서는 파악할 수 없는, 사려분별(思慮分別)을 초월한 절대존재로서의 중(中)이라는 것을 뜻한다.

## 증득
1. 증득(證得, 산스크리트어: adhigama 또는 abhisajbodha) · 증오(證悟) 또는 줄여서 증(證)은 수행으로 진리를 체득하는 것 또는 깨치는 것을 말한다. 수행한 결과로 얻는 과보를 증과(證果)라고 하며, 최종의 증과는 성불(成佛: 부처가 됨)이다.
무언가를 얻는 것 또는 성취하는 것을 뜻하는 불교 용어로는 심불상응행법 가운데 하나인 득(得: 획득과 성취)이 있고, 무언가가 없던 것이 새로 생겨난다는 뜻의 불교 용어로는 역시 심불상응행법 가운데 하나이자 유위4상(有爲四相) 가운데 하나인 생(生)이 있다.
증득 또는 증오는 득(得: 획득 및 성취)이 진리 즉 무위법에 대해 적용된 특수한 경우이다. 이에 비해, 생(生)은 인연화합에 위해 유위법이 생겨나는 것을 말하며, 따라서 [[무위법]에 대해서는 적용되는 용어가 아니다. 진리 즉 무위법은 비록 유위 무루의 수행력이 쌓여서 그것이 원인이 되어 획득 또는 성취[得]되는 결과이지는 하지만 진리 즉 무위법 자체는 유위법과는 달리 인연 조건에 제약되는 것이 아니다.
말하자면, 증득 또는 증오는 유위 무루의 수행력 즉 바른 노력이 원인이 되어 유위의 현상 세계와 무위의 진리의 세계 사이의 심연을 뛰어넘어 진리의 세계 즉 열반 또는 깨달음으로 들어가는 것을 말한다.  이런 점에서 불교에서는 진리를 획득 또는 성취하는 것에 대해 특히 증득(證得) 또는 증오(證悟)라는 용어를 사용한다.
2. 증(證)은 《대승의장》 제10권에 따르면, 지득계회(知得契會) 즉 앎 · 증득 · 계합 · 깨침을 뜻하는데, 마음이 실성(實性)에 그윽히 잠겨서[冥] 분별을 잊고  실성(實性)에 계합하고 실성(實性)을 깨쳐서 실성(實性)과 평등한 상태에 있는 것을 말한다.

## 증상
1. 증상(增上, 산스크리트어: aupacayika, adhipati)은 두드러진 것이라는 뜻이다.
2. 증상(增上, 산스크리트어: aupacayika, adhipati)은 증진(增進)하는 것 또는 증진(增進)시키는 것, 증가(增加)하는 것 또는 증가(增加)시키는 것, 더 늘어가는 것 또는 더 늘어가게 하는 것, 발달하는 것 또는 발달시키는 것을 말한다.
3. 증상(增上, 산스크리트어: aupacayika, adhipati)은 역량을 강화시키고 투입함으로써 증진(增進)시키는 것 또는 도와서 자라게 하는 것[助長]을 말한다.
4. 증상(增上, 산스크리트어: aupacayika, adhipati)은 존중하는 것, 귀하게 여기는 것, 존엄성이 있다고 여기는 것에서 생겨나는 향상력[增上]을 말한다. 이러한 증상의 뜻에는 자신을 존중하는 것에서 생겨나는 향상력인 자증상(自增上), 자신이 현재 배우고 있는 선법(善法)을 존중하는 것에서 생겨나는 향상력인 법증상(法增上), 그리고 세간의 도덕과 다른 사람들을 존중하는 것에서 생겨나는 향상력인 세증상(世增上)이 있다.

## 증상력
증상력(增上力, 산스크리트어: adhipatya)은 뛰어난 자재력(自在力), 즉 뛰어난 힘 또는 역량을 뜻한다.

## 증상법
증상법(增上法) 즉 증상이 되는 법 또는 증상연이 되는 법은 부파불교의 설일체유부의 논서 《아비달마품류족론》 제5권에 나열된 1법(一法)들인 소지법(所知法) · 소식법(所識法) · 소통달법(所通達法) · 소연법(所緣法) · 증상법(增上法) 가운데 하나이다.
《아비달마품류족론》 제6권에 따르면,
증상법(增上法) 즉 증상이 되는 법 또는 증상연이 되는 법이란 곧 일체법(一切法)이다. 즉, 일체(一切)의 유위법은 서로 간에 증상(增上) 즉 증상연(增上緣)이 된다. 또한 무위법은 유위법의 증상 즉 증상연이 된다. 따라서 일체법은 곧 증상법이며, 증상법은 곧 일체법이다.

## 증상연
증상연(增上緣)은 인연(因緣) · 등무간연(等無間緣) · 소연연(所緣緣) · 증상연(增上緣)의 4연(四緣)의 하나이다. 증상연은 다른 유위법(有爲法)을 생기는데 힘을 주는 적극적 원인과 다른 유위법이 생기는 것을 장애하지 않는 소극적 원인을 말한다. 전자를 유력증상연(有力增上緣)이라고 하고, 후자를 무력증상연(無力增上緣)이라고 한다. 따라서, 유위와 무위의 일체법은 그 자신을 제외한 다른 일체의 유위법에 대해 증상연이 된다.
증상연은 설일체유부가 주장한 능작인(能作因) · 구유인(俱有因) · 동류인(同類因) · 상응인(相應因) · 변행인(遍行因) · 이숙인(異熟因)의 6인설(六因說)에서 그 적용 범위가 가장 넓은 능작인에 해당한다. 일체의 유위법(有爲法)은 그 자신을 제외한 유위와 무위의 다른 모든 존재[法]를 능작인으로 삼는다.

## 증수
증수(證修)는 증득(證得)과 수습(修習)이 합쳐진 낱말로, 4성제 가운데 멸제와 도제를 통칭하는 말이다. 수(修) 즉 수습(修習)은 원인으로 도제를 말하고, 증(證) 즉 증득(證得)은 결과로 멸제를 말한다. 또한, 유전연기 · 환멸연기의 연기법 가운데 환멸연기를 뜻한다. 달리 말하면, 증수, 4성제의 멸제와 도제, 환멸연기의 3가지는 서로 동의어이다.
한편, 증수(證修) 즉 '멸제와 도제' 즉 환멸연기에 대해 '고제와 집제' 즉 유전연기를 과환(過患: 과실과 근심) 또는 과환법(過患法)이라고 한다. 그리고 증수를 기뻐하고 좋아하는 성질의 선한 마음작용을 흔(欣)이라 한다. 또한 과환법을 싫어하고 등지려는 성질의 선한 마음작용을 염(厭)이라 한다.

## 증습경
증습경(曾習境)은 관습경(串習境)의 다른 말이다.

## 증어
증어(增語)의 문자 그대로의 뜻은 '뛰어난[增上] 말[語]'로, 증언(增言)이라고도 한다. 증어와 증언은 명사 · 명사적 개념 또는 개념을 뜻하는 명(名)의 다른 말이다. 명(名: 즉 개념)은 반드시 자신의 의미를 드러내는 말[語]이기 때문에 일반적인 말[語]보다 뛰어나므로[增上] 또는 단순한 소리로서의 말[語]보다 뛰어나므로 증어(增語) 또는 증언(增言)이라고 한다.
증어(增語) 또는 증언(增言)의 집합 즉 명(名: 즉 개념)의 집합을 명신(名身)이라 하는데, 명신은 설일체유부의 5위 75법의 법체계와 유식유가행파와 법상종의 5위 100법의 법체계에서 심불상응행법 가운데 하나이다.

## 증어촉
부파불교의 설일체유부의 논서 《아비달마품류족론》 제3권에 따르면,
증어촉(增語觸)은 의식신(意識身)과 상응하는 촉(觸)의 마음작용이다.

## 증장
증장(增長, 산스크리트어: vṛddhi)은 증가(增加) · 증대(增大) · 심화(深化)를 뜻한다. 모니어 윌리엄스의 《산스크리트어-영어 사전》에 따르면, 산스크리트어 브르디(vṛddhi)는 성장(growth), 증가(increase), 증대(augmentation), 증가 · 발흥(rise), 발전 · 고도화 · 심화(advancement) 등을 뜻한다.
한자어 문자 그대로의 뜻으로는 횡증수장(橫增竪長) 또는 증진장대(增進長大)를 뜻한다. 횡증수장(橫增竪長)의 문자 그대로의 뜻은 '가로로 커지고 세로로 자라난다'로, 세력이 커지는 것, 즉 규모와 범위가 증가하고 깊이가 강화되고 심화되는 것을 말한다. 증진장대(增進長大)의 문자 그대로의 뜻은 더하고[增] · 나아가게 하고[進] · 자라나게 하고[長] · 커지게 하는[大] 것이다.
불교에서 증장(增長)이라는 낱말은 선에 대해서도 번뇌에 대해서도 모두 쓰이고 있다.

## 참고 문헌
- 이 문서에는 다음커뮤니케이션(현 카카오)에서 GFDL 또는 CC-SA 라이선스로 배포한 글로벌 세계대백과사전의 내용을 기초로 작성된 글이 포함되어 있습니다.
- 가전연자 지음, 승가제바·축불념 한역, 권오민 번역 (K.943, T.1543). 《아비담팔건도론》. 한글대장경 검색시스템 - 전자불전연구소 / 동국역경원. K.943(24-695), T.1543(26-771).
- 고려대장경연구소. 《고려대장경 전자 불교용어사전》. 고려대장경 지식베이스 / (사)장경도량 고려대장경연구소.
- 고익진 (1989). 《한국 고대 불교 사상사》. 동국대학교 출판부.
- 곽철환 (2003). 《시공 불교사전》. 시공사 / 네이버 지식백과.
- 구나발타라(求那跋陀羅) 한역 (K.650, T.99). 《잡아함경》. 한글대장경 검색시스템 - 전자불전연구소 / 동국역경원. K.650(18-707), T.99(2-1).
- 구나발타라 한역, 번역자 미상 (K.54, T.353). 《승만경》. 한글대장경 검색시스템 - 전자불전연구소 / 동국역경원. K.54(6-1361), T.353(12-217).
- 구마라습 한역, 차차석 번역 (K.991, T.614). 《좌선삼매경》. 한글대장경 검색시스템 - 전자불전연구소 / 동국역경원. K.991(30-128), T.614(15-269).
- 권오민 (1991). 《경량부철학의 비판적 체계 연구》. 동국대학원 철학박사 학위논문.
- 권오민 (2003). 《아비달마불교》. 민족사.
- 담무참 한역, 번역자 미상 (K.105, T.374). 《대반열반경》. 일명 《북본열반경》. 한글대장경 검색시스템 - 전자불전연구소 / 동국역경원. K.105(9-1), T.374(12-365).
- 목건련 지음, 현장 한역, 송성수 번역 (K.945, T.1537). 《아비달마법온족론》. 한글대장경 검색시스템 - 전자불전연구소 / 동국역경원. K.945(24-1091), T.1537(26-453).
- 무착 지음, 바라파밀다라 한역, 이영무 번역 (K.586, T.1604). 《대승장엄경론》. 한글대장경 검색시스템 - 전자불전연구소 / 동국역경원. K.586(16-843), T.1604(31-589).
- 무착 지음, 현장 한역 (K.571, T.1602). 《현양성교론》. 한글대장경 검색시스템 - 전자불전연구소 / 동국역경원. K.571(16-1), T.1602(31-480).
- 무착 지음, 현장 한역, 이한정 번역 (K.572, T.1605). 《대승아비달마집론》. 한글대장경 검색시스템 - 전자불전연구소 / 동국역경원. K.572(16-157), T.1605(31-663).
- 미륵 지음, 현장 한역, 강명희 번역 (K.614, T.1579). 《유가사지론》. 한글대장경 검색시스템 - 전자불전연구소 / 동국역경원. K.570(15-465), T.1579(30-279).
- 법구 지음, 승가발마 등 한역, 김형준 번역 (K.960, T.1552). 《잡아비담심론》. 한글대장경 검색시스템 - 전자불전연구소 / 동국역경원. K.960(28-391), T.1552(28-869).
- 법승 지음, 승가제바·혜원 한역, 김재천 번역 (K.959, T.1550). 《아비담심론》. 한글대장경 검색시스템 - 전자불전연구소 / 동국역경원. K.959 (28-355), T.1550 (28-809).
- 법장 술, 노혜남 번역 (K.1513, T.1733). 《화엄경탐현기》. 한글대장경 검색시스템 - 전자불전연구소 / 동국역경원. K.1513(47-458), T.1733(35-107).
- 불타야사·축불념 한역, 번역자 미상 (K.647, T.1). 《장아함경》. 한글대장경 검색시스템 - 전자불전연구소 / 동국역경원. K.647(17-815), T.1(1-1).
- 사리자 설, 현장 한역, 송성수 번역 (K.946, T.1536). 《아비달마집이문족론》. 한글대장경 검색시스템 - 전자불전연구소 / 동국역경원. K.946(24-1183), T.1536(26-367).
- 서정형 (2004). 《나가르주나 『중론』(해제)》. 서울대학교 철학사상연구소 / 네이버 지식백과.
- 서정형 (2004b). 《『밀린다팡하』(해제)》. 서울대학교 철학사상연구소 / 네이버 지식백과.
- 세우 지음, 구나발타라·보리야사 한역, 송성수 번역 (K.950, T.1541). 《중사분아비담론》. 한글대장경 검색시스템 - 전자불전연구소 / 동국역경원. K.950(25-271), T.1541(26-627).
- 세우 지음, 현장 한역, 송성수 번역 (K.949, T.1542). 《아비달마품류족론》. 한글대장경 검색시스템 - 전자불전연구소 / 동국역경원. K.949(25-149), T.1542(26-692).
- 세친 지음, 현장 한역, 권오민 번역 (K.955, T.1558). 《아비달마구사론》. 한글대장경 검색시스템 - 전자불전연구소 / 동국역경원. K.955(27-453), T.1558(29-1).
- 세친 지음, 현장 한역, 김묘주 번역 (K.594, T.1597). 《섭대승론석》. 한글대장경 검색시스템 - 전자불전연구소 / 동국역경원. K.594(17-76), T.1597(31-321).
- 세친 지음, 현장 한역, 송성수 번역 (K.618, T.1612). 《대승오온론》. 한글대장경 검색시스템 - 전자불전연구소 / 동국역경원. K.618(17-637), T.1612(31-848).
- 세친 지음, 현장 한역, 송성수 번역 (K.644, T.1614). 《대승백법명문론》. 한글대장경 검색시스템 - 전자불전연구소 / 동국역경원. K.644(17-808), T.1614(31-855).
- 승가제바(僧伽提婆) 한역. 《중아함경》. 한글대장경 검색시스템 - 전자불전연구소 / 동국역경원.
- 안혜 지음, 지바하라 한역, 조환기 번역 (K.619, T.1613). 《대승광오온론》. 한글대장경 검색시스템 - 전자불전연구소 / 동국역경원. K.619(17-641), T.1613(31-850).
- 안혜 지음, 현장 한역, 이한정 번역 (K.576, T.1605). 《대승아비달마잡집론》. 한글대장경 검색시스템 - 전자불전연구소 / 동국역경원. K.576(16-228), T.1606(31-694).
- 오백 아라한 지음, 현장 한역, 송성수 번역 (K.952, T.1545). 《아비달마대비바사론》. 한글대장경 검색시스템 - 전자불전연구소 / 동국역경원. K.952(26-1,27-1), T.1545(27-1).
- 운월 (2005). 《근본불교의 수행체계에 대하여》. 한국선학회.
- 운허.  동국역경원 편집, 편집. 《불교 사전》.
- 용수 지음, 구마라습 한역, 김성구 번역 (K.549, T.1509). 《대지도론》. 한글대장경 검색시스템 - 전자불전연구소 / 동국역경원. K.549(14-493), T.1509(25-57).
- 용수 지음, 구마라습 한역, 박인성 번역 (K.577, T.1564). 《중론》. 한글대장경 검색시스템 - 전자불전연구소 / 동국역경원. K.577(16-350), T.1564(30-1).
- 제바설마 지음, 현장 한역, 송성수 번역 (K.947, T.1539). 《아비달마식신족론》. 한글대장경 검색시스템 - 전자불전연구소 / 동국역경원. K.947 (25-1), T.1539 (26-531).
- 중현 지음, 현장 한역, 권오민 번역 (K.956, T.1562). 《아비달마순정리론》. 한글대장경 검색시스템 - 전자불전연구소 / 동국역경원. K.956(27-680), T.1562(29-329).
- 중현 지음, 현장 한역, 권오민 번역 (K.957, T.1563). 《아비달마장현종론》. 한글대장경 검색시스템 - 전자불전연구소 / 동국역경원. K.957(28-1), T.1563(29-777).
- 축불념 한역, 노혜능 번역 (K.530, T.1485). 《보살영락본업경》. 한글대장경 검색시스템 - 전자불전연구소 / 동국역경원. K.530(14-374), T.1485(24-1010).
- 최봉수 (1999). 〈색온에서의 색의 의미 - 구사론과 청정도론의 색온론을 비교하여〉. 《불교학보》.
- 현장 한역, 김달진 번역 (K.154, T.676). 《해심밀경》. 한글대장경 검색시스템 - 전자불전연구소 / 동국역경원. K.154(10-709), T.676(16-688).
- 호법 등 지음, 현장 한역, 김묘주 번역 (K.614, T.1585). 《성유식론》. 한글대장경 검색시스템 - 전자불전연구소 / 동국역경원. K.614(17-510), T.1585(31-1).
- 황욱 (1999). 《무착[Asaṅga]의 유식학설 연구》. 동국대학원 불교학과 박사학위논문.
- (영어) Bodhi, Bhikkhu (trans.) (2000). 《The Connected Discourses of the Buddha: A Translation of the Samyutta Nikaya》. Boston: Wisdom Publications. ISBN 0-86171-331-1.
- (영어) Dawson, John (1888). 《A Classical Dictionary Of Hindu Mythology And Religion Geography History And Literature》. London: Trübner.
- (영어) DDB. 《Digital Dictionary of Buddhism (電子佛教辭典)》. Edited by A. Charles Muller.
- (영어) Macdonell, Arthur Anthony (1929). 《A practical Sanskrit dictionary with transliteration, accentuation, and etymological analysis throughout》. London: Oxford University Press.
- (영어) Gethin, R.M.L. (1992). 《The Buddhist Path to Awakening: A Study of the Bodhi-Pakkhiyā Dhammā》. Leiden: E.J. Brill. ISBN 90-04-09442-3.
- (영어) Rhys Davids, Caroline A.F. ([1900], 2003). 《Buddhist Manual of Psychological Ethics, of the Fourth Century B.C., Being a Translation, now made for the First Time, from the Original Pāli, of the First Book of the Abhidhamma-Piṭaka, entitled Dhamma-Saṅgaṇi (Compendium of States or Phenomena)》. Whitefish, MT: Kessinger Publishing. ISBN 0-7661-4702-9.
- (영어) Sanskrit and Tamil Dictionaries. 《Cologne Digital Sanskrit Dictionaries》. Institute of Indology and Tamil Studies, Cologne University (www.sanskrit-lexicon.uni-koeln.de).
- (영어) Rhys Davids, T.W. & William Stede (eds.) (1921-5). 《The Pali Text Society's Pali–English Dictionary》. Chipstead: Pali Text Society.
- (영어) Thanissaro Bhikkhu (1996, 1998). 《Wings to Awakening》. Retrieved 2008-07-07 from "Access to Insight" at http://www.accesstoinsight.org/lib/authors/thanissaro/wings/index.html.
- (중국어) 가다연니자 조, 현장 한역 (T.1544). 《아비달마발지론(阿毘達磨發智論)》. 대정신수대장경. T26, No. 1544, CBETA.
- (중국어) 가전연자 지음, 승가제바·축불념 한역 (T.1543). 《아비담팔건도론(阿毘曇八犍度論)》. 대정신수대장경. T26, No. 1543, CBETA.
- (중국어) 구나발타라(求那跋陀羅) 한역 (T.99). 《잡아함경(雜阿含經)》. 대정신수대장경. T2, No. 99, CBETA.
- (중국어) 구나발타라 한역 (T.353). 《승만경(勝鬘經)》. 대정신수대장경. T12, No. 353, CBETA.
- (중국어) 구마라습 한역 (T.614). 《좌선삼매경(坐禪三昧經)》. 대정신수대장경. T15, No. 614, CBETA. }
- (중국어) 규기 찬 (T.1830). 《성유식론술기(成唯識論述記)》. 대정신수대장경. T43, No. 1830, CBETA.
- (중국어) 규기 찬 (T.1861). 《대승법원의림장(大乘法苑義林章)》. 대정신수대장경. T45, No. 1861, CBETA.
- (중국어) 길장 찬 (T.1744). 《승만보굴(勝鬘寶窟)》. 대정신수대장경. T37, No. 1744, CBETA.
- (중국어) 담무참 한역 (T.374). 《대반열반경(大般涅槃經)》. 일명 《북본열반경》. 대정신수대장경. T12, No. 374, CBETA.
- (중국어) 목건련 조, 현장 한역 (T.1537). 《아비달마법온족론(阿毘達磨法蘊足論)》. 대정신수대장경. T26, No. 1537, CBETA.
- (중국어) 무착 조, 바라파밀다라 한역 (T.1604). 《대승장엄경론(大乘莊嚴經論)》. 대정신수대장경. T31, No. 1604, CBETA.
- (중국어) 무착 조, 현장 한역 (T.1602). 《현양성교론(顯揚聖教論)》. 대정신수대장경. T31, No. 1602, CBETA.
- (중국어) 무착 조, 현장 한역 (T.1605). 《대승아비달마집론(大乘阿毘達磨集論)》. 대정신수대장경. T31, No. 1605, CBETA.
- (중국어) 미륵 조, 현장 한역 (T.1579). 《유가사지론(瑜伽師地論)》. 대정신수대장경. T30, No. 1579. CBETA.
- (중국어) 법구 조, 승가발마 등 한역 (T.1552). 《잡아비담심론(雜阿毘曇心論)》. 대정신수대장경. T28, No. 1552, CBETA.
- (중국어) 법승 조, 승가제바·혜원 한역 (T.1550). 《아비담심론(阿毘曇心論)》. 대정신수대장경. T28, No. 1550, CBETA.
- (중국어) 법운 편찬 (T.2131). 《번역명의집(翻譯名義集)》. 대정신수대장경. T54, No. 2131, CBETA.
- (중국어) 법장 술 (T.1733). 《화엄경탐현기(華嚴經探玄記)》. 대정신수대장경. T35, No. 1733, CBETA.
- (중국어) 佛門網. 《佛學辭典(불학사전)》.
- (중국어) 불타야사·축불념 한역 (T.1). 《장아함경(長阿含經)》. 대정신수대장경. T1, No. 1, CBETA. }
- (중국어) 사리자 설, 현장 한역 (T.1536). 《아비달마집이문족론(阿毘達磨集異門足論)》. 대정신수대장경. T26, No. 1536, CBETA.
- (중국어) 색건타라 조, 현장 한역 (T.1554). 《입아비달마론(入阿毘達磨論)》. 대정신수대장경. T28, No. 1554, CBETA. }
- (중국어) 星雲. 《佛光大辭典(불광대사전)》 3판.
- (중국어) 세우 조, 구나발타라·보리야사 한역 (T.1541). 《중사분아비담론(眾事分阿毘曇論)》. 대정신수대장경. T26, No. 1541, CBETA.
- (중국어) 세우 조, 현장 한역 (T.1542). 《아비달마품류족론(阿毘達磨品類足論)》. 대정신수대장경. T26, No. 1542, CBETA.
- (중국어) 세친 조, 진제 한역 (T.1559). 《아비달마구사석론(阿毘達磨俱舍釋論)》. 대정신수대장경. T29, No. 1559, CBETA.
- (중국어) 세친 조, 현장 한역 (T.1558). 《아비달마구사론(阿毘達磨俱舍論)》. 대정신수대장경. T29, No. 1558, CBETA.
- (중국어) 세친 조, 현장 한역 (T.1597). 《섭대승론석(攝大乘論釋)》. 대정신수대장경. T31, No. 1597, CBETA.
- (중국어) 세친 조, 현장 한역 (T.1612). 《대승오온론(大乘五蘊論)》. 대정신수대장경. T31, No. 1612, CBETA.
- (중국어) 세친 조, 현장 한역 (T.1614). 《대승백법명문론(大乘百法明門論)》. 대정신수대장경. T31, No. 1614, CBETA.
- (중국어) 세친 조, 현장 한역, 규기 주해 (T.1836). 《대승백법명문론해(大乘百法明門論解)》. 대정신수대장경. T44, No. 1836_, CBETA.
- (중국어) 승가제바(僧伽提婆) 한역 (T.26). 《중아함경(中阿含經)》. 대정신수대장경. T1, No. 26, CBETA.
- (중국어) 阿含辭典. 《阿含辭典(아함사전)》.
- (중국어) 안혜 조, 지바하라 한역 (T.1613). 《대승광오온론(大乘廣五蘊論)》. 대정신수대장경. T31, No. 1613, CBETA.
- (중국어) 안혜 조, 현장 한역 (T.1606). 《대승아비달마잡집론(大乘阿毘達磨雜集論)》. 대정신수대장경. T31, No. 1606, CBETA.
- (중국어) 연수 편찬 (T.2016). 《종경록(宗鏡錄)》. 대정신수대장경. T48, No. 2016, CBETA.
- (중국어) 오백 아라한 조, 현장 한역 (T.1545). 《아비달마대비바사론(阿毘達磨大毘婆沙論)》. 대정신수대장경. T27, No. 1545, CBETA.
- (중국어) 용수 조, 구마라습 한역 (T.1509). 《대지도론(大智度論)》. 대정신수대장경. T25, No. 1509, CBETA. }
- (중국어) 용수 조, 구마라습 한역 (T.1564). 《중론(中論)》. 대정신수대장경. T30, No. 1564, CBETA.
- (중국어) 원측 찬 (X.369). 《해심밀경소(解深密經疏)》. 만신찬속장경. X21, No. 369, CBETA.
- (중국어) 원휘(圓暉) (T.1823). 《구사론송소론본(俱舍論頌疏論本)》. 대정신수대장경. T41, No. 1823, CBETA.
- (중국어) 丁福保. 《佛學大辭典(불학대사전)》. 一行佛學辭典搜尋.
- (중국어) 제관 록 (T.1931). 《천태사교의(天台四教儀)》. 대정신수대장경. T46, No. 1931, CBETA.
- (중국어) 제바설마 조, 현장 한역 (T.1539). 《아비달마식신족론(阿毘達磨識身足論)》. 대정신수대장경. T26, No. 1539, CBETA.
- (중국어) 중현 조, 현장 한역 (T.1562). 《아비달마순정리론(阿毘達磨順正理論)》. 대정신수대장경. T29, No. 1562, CBETA.
- (중국어) 중현 조, 현장 한역 (T.1563). 《아비달마장현종론(阿毘達磨藏顯宗論)》. 대정신수대장경. T29, No. 1563, CBETA.
- (중국어) 지의 설, 관정 록 (T.1783). 《금광명경현의(金光明經玄義)》. 대정신수대장경. T39, No. 1783, CBETA. }
- (중국어) 지의 설, 법신 기 (T.1916). 《석선바라밀차제법문(釋禪波羅蜜次第法門)》. 대정신수대장경. T46, No. 1916, CBETA.
- (중국어) 축불념 한역 (T.1485). 《보살영락본업경(菩薩瓔珞本業經)》. 대정신수대장경. T24, No. 1485, CBETA.
- (중국어) 현장 한역 (T.1563). 《해심밀경(解深蜜經)》. 대정신수대장경. T16, No. 676, CBETA.
- (중국어) 혜원 찬 (T.1851). 《대승의장(大乘義章)》. 대정신수대장경. T44, No. 1851, CBETA.
- (중국어) 호법 등 지음, 현장 한역 (T.1585). 《성유식론(成唯識論)》. 대정신수대장경. T31, No. 1585, CBETA.